# Eerbiek
Eerbiek (ros. Ээрбек) – wieś w Rosji, w Tuwie, w kożuunie kyzylskim. W 2010 liczyła 1168 mieszkańców.